# 杨石先像

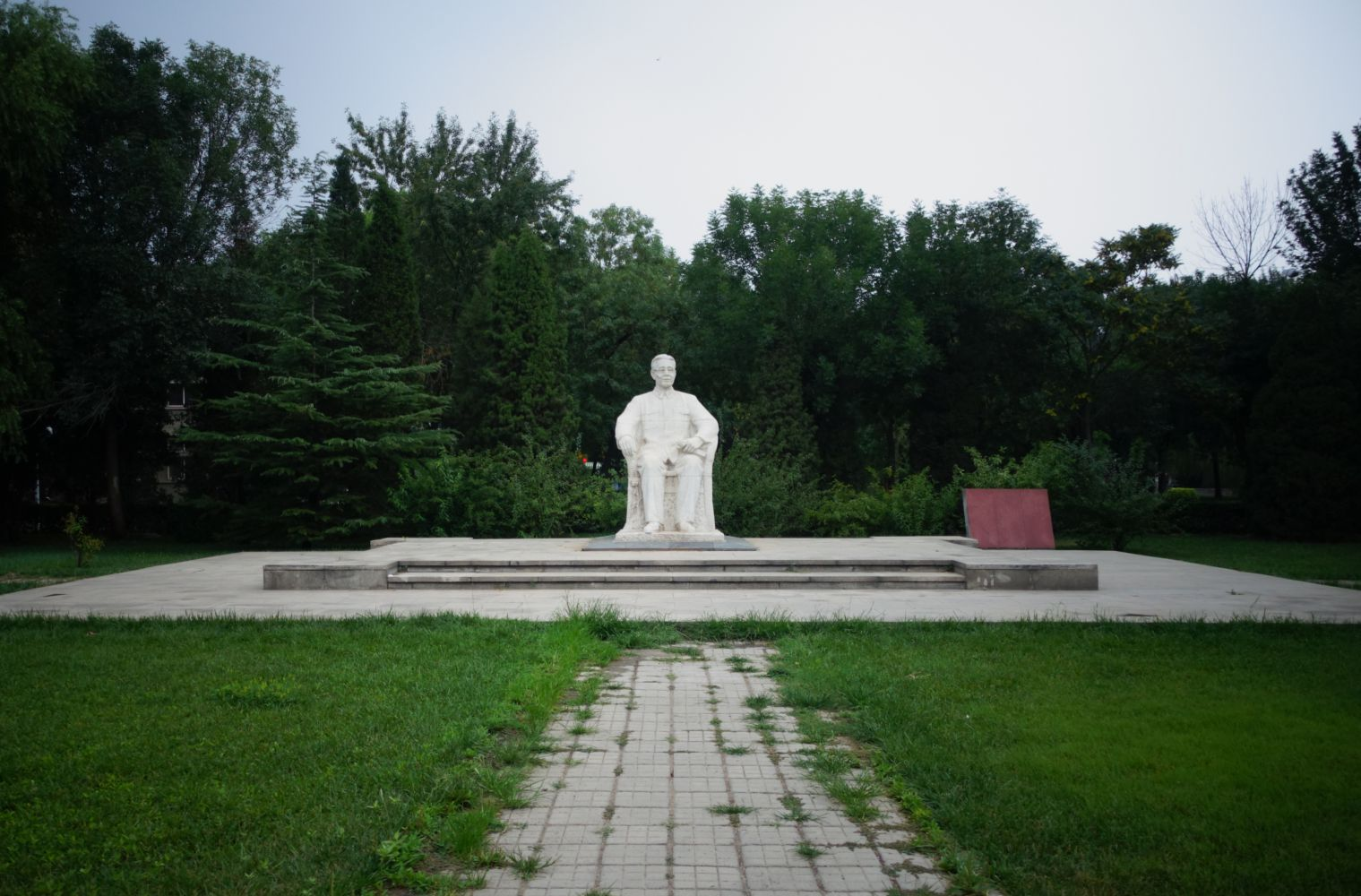
杨石先像

杨石先像，位于南开大学八里台校区敬业广场东北、南开大学化学学院楼西侧，是纪念南开大学原校长、化学家杨石先教授的雕像，由中央美术学院郭嘉端教授创作，作品名称为《杨石先校长》。